# Гурно (Підкарпатське воєводство)
Гурно (пол. Górno) — село в Польщі, у гміні Соколів-Малопольський Ряшівського повіту Підкарпатського воєводства. Населення — 2283 особи (2011).
У 1975-1998 роках село належало до Ряшівського воєводства.

## Демографія
Демографічна структура станом на 31 березня 2011 року:
|          | Загалом | Допрацездатний вік | Працездатний вік | Постпрацездатний вік |
| -------- | ------- | ------------------ | ---------------- | -------------------- |
| Чоловіки | 1139    | 251                | 737              | 151                  |
| Жінки    | 1144    | 246                | 590              | 308                  |
| Разом    | 2283    | 497                | 1327             | 459                  |